# Maarssen
Maarssen és un antic municipi de la província d'Utrecht, al centre dels Països Baixos. L'1 de gener del 2009 tenia 39.647 habitants repartits per una superfície de 30,86 km² (dels quals 3,65 km² corresponen a aigua). Limita al nord amb Breukelen i Wijdemeren, a l'est amb De Bilt i al sud amb Utrecht.
L'1 de gener del 2011 es va fusionar amb Breukelen i Loenen per formar el nou municipi de Stichtse Vecht.

## Centres de població
Maarsseveen, Molenpolder, Oud-Maarsseveen, Oud-Zuilen i Tienhoven.

## Ajuntament
El consistori municipal, format des del 2006, constava de 25 membres:
- PvdA, 9 regidors
- VVD, 7 regidors
- CDA, 3 regidors
- Maarssen2000, 3 regidors
- GroenLinks, 2 regidors
- ChristenUnie/SGP, 1 regidor

## Galeria d'imatges

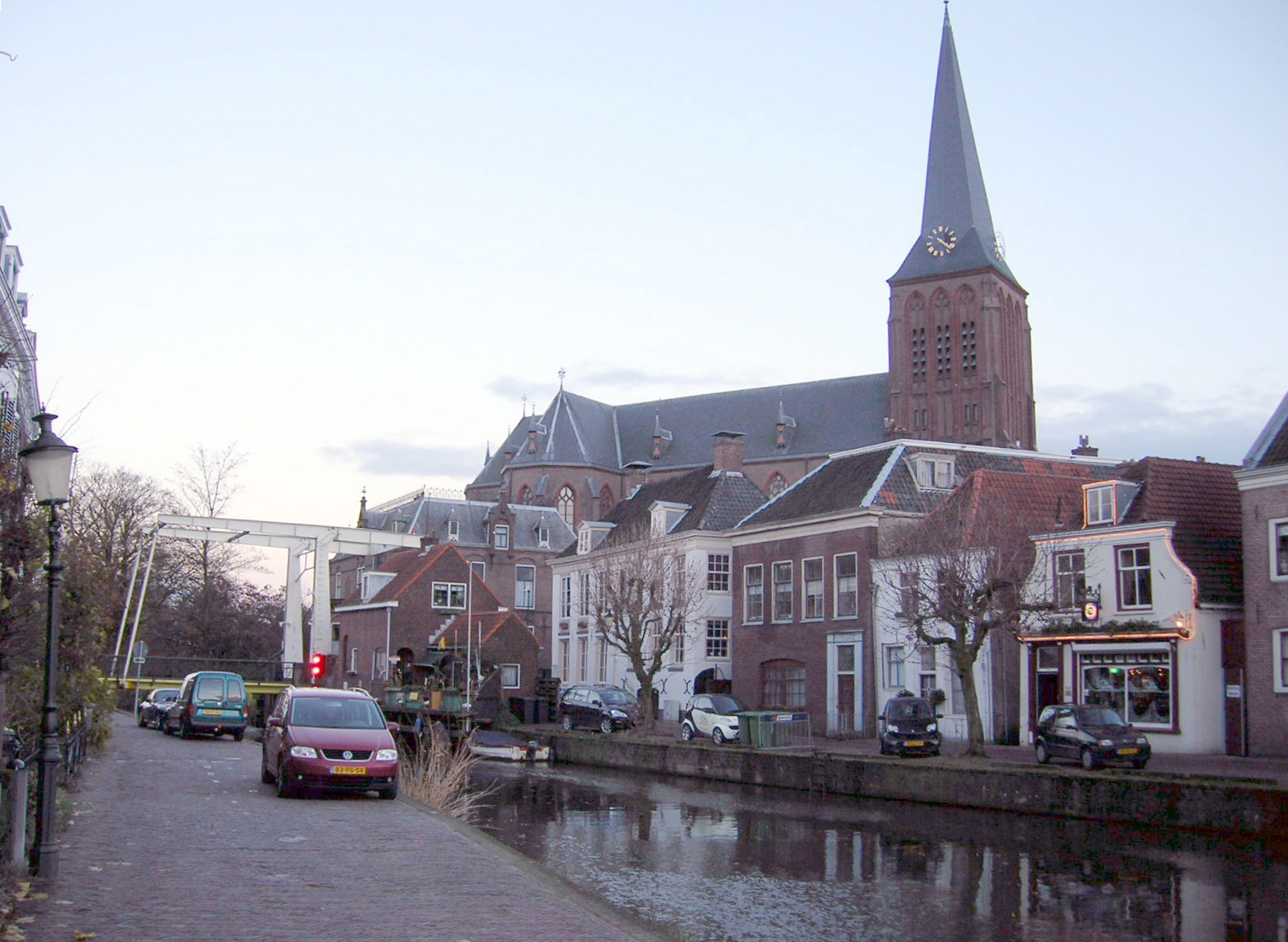
Schippersgracht
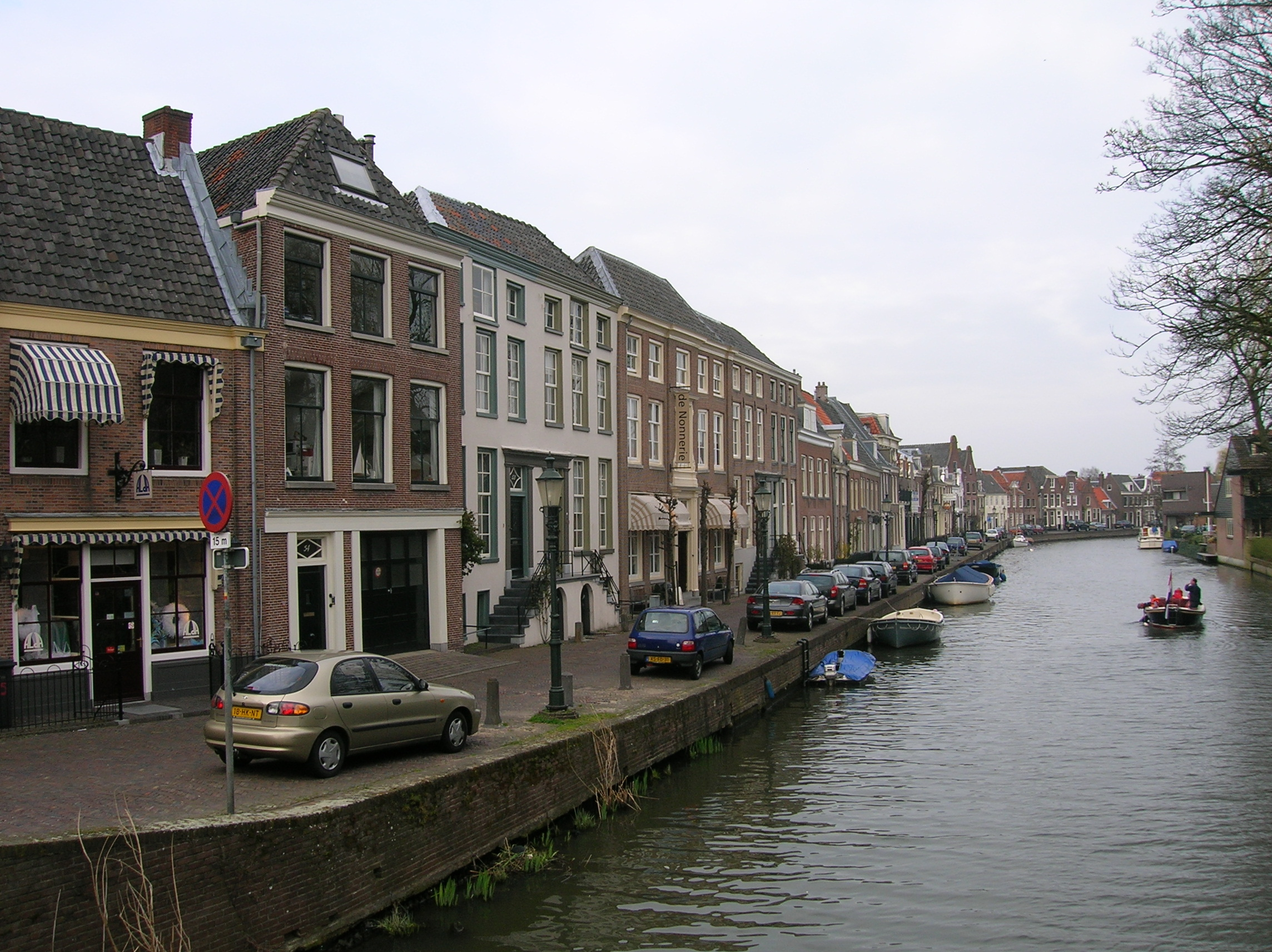
Langegracht
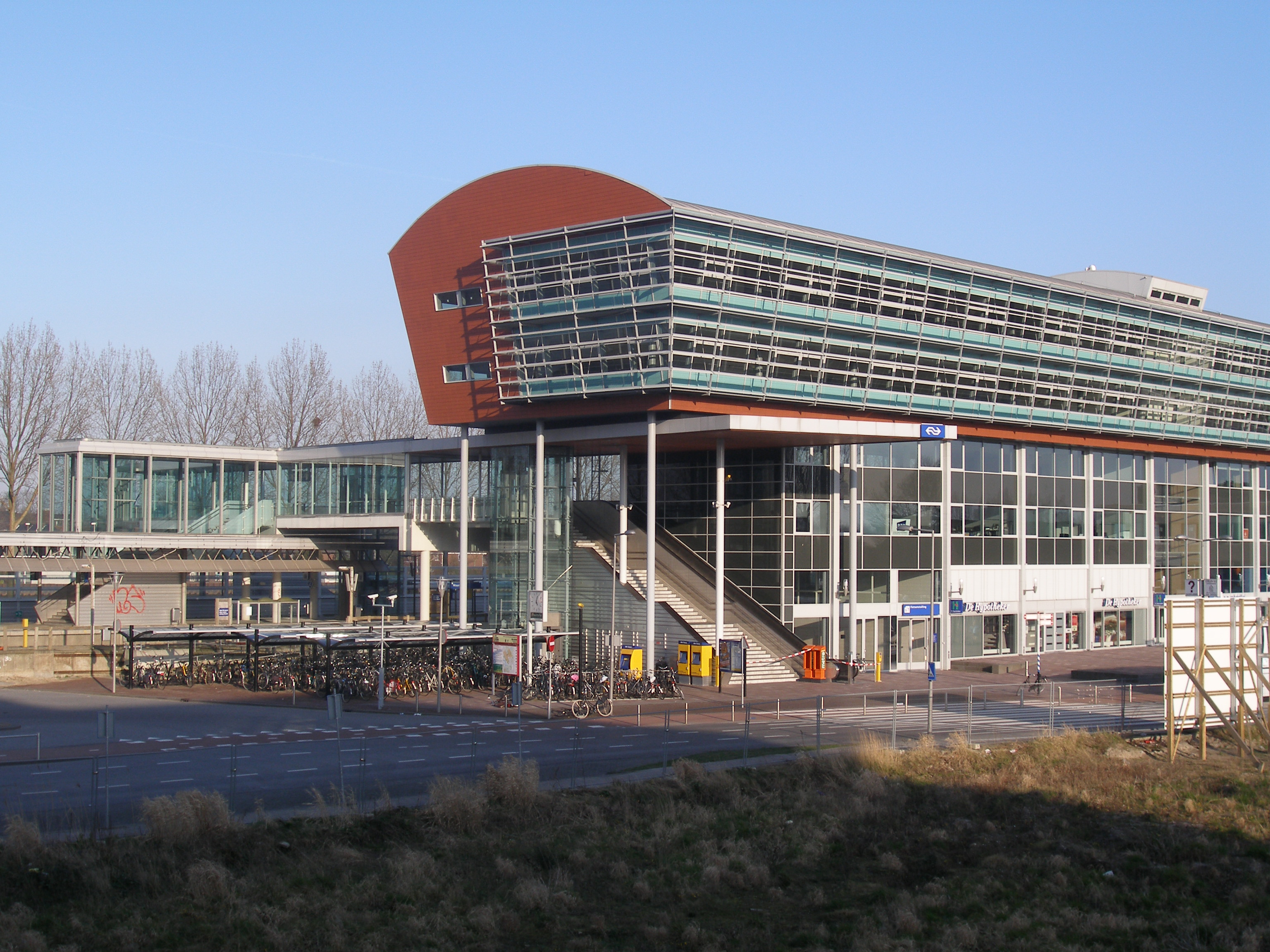